# 冀热察战役
出击冀热察战役是1948年5月晋察冀野战军及东北野战军冀察热辽部队发动的对华北剿总傅作义部的进攻战役。

## 背景
东北1947年冬季战役后，东北战场上东北剿总55万余人被分割包围在长春、沈阳、锦州及其附近地区。蒋介石为挽救其东北危局，调范汉杰及其胶东兵团所属之整编第54师到锦州地区，还安排抽调华北剿总中央军嫡系增援东北。毛泽东为拖住华北中央军不使其增援东北，在1948年早春察南绥东战役结束后，指示晋察冀野战军司令员杨得志、政委罗瑞卿率领晋察冀三纵、四纵配属第4旅共7个旅，采取大踏步进退的机动作战方针，向国统区热（河）西、冀东挺进，出击冀热察。

## 作战经过
1948年5月8日东北十一纵（司令员贺晋年、政治委员陈仁麒）从朝阳地区宁城县西进。5月12日，东北野战军第十一纵队截击第十三军之第4师2个团由平泉向承德回撤，在三沟、六沟附近歼其一部。
5月13日夜,杨罗主力由蔚县地区出发，以奔袭手段于5月16日至19日先后攻歼延庆、上店和下店守军，后破击平承铁路。华北剿总派第三十五军、第九十四军、暂三军、暂四军等部尾追至宣化、怀来、延庆地区；第十六军、第九十二军各一部进至沙河、南口地区阻止杨罗兵团威胁北平。杨罗兵团转移至延庆以东及东北之黄花城、汤河口地区。
5月16日东北十一纵取得承德城北象鼻子山战斗胜利。为配合杨罗兵团出击平古路、冀东，牵制承德的第十三军，东北十一纵配属冀察热辽军区独立第6师、冀察热辽炮兵旅（榴炮7门，山炮21门）发动隆化战役。隆化城守军为第十三军第89师第265团（团长汤池，欠第一营）及师属工兵1个连、炮兵一部。城西的苔山为防御重点，265团团长汤池带领团部、第三营、战防炮连（战防炮4门）和迫击炮连驻守苔山主阵地；第二营驻守隆化中学，是隆化城内核心据点；工兵连和保安团在隆化城区东南碉堡群，为一线防守兵力。共军国军兵力对比为十三比一。5月18日对隆化城实施分割、包围。第十三军军长石觉电示守军指挥官“巩固部队本身之立足点为兵力部署之第一要义”，"基本要旨在任何情况下隆化应以确保苔山、龙头山及隆化中学诸要点。”第十一纵队用六天时间修筑交通壕战壕近迫作业。5月25日凌晨4时28分，第十一纵队向隆化城发起炮火准备，首发命中苔山顶峰塔状碉堡。30分钟炮火准备后，5时整总攻。董存瑞在爆破隆化中学桥形碉堡战斗中牺牲。至5月26日凌晨3时，进攻隆化城结束，共歼守军第265团团部、2个营、1个工兵连1,690人，其中毙103人，伤337人，俘1,250人，缴获战防炮3门，机关炮3门，迫击炮5门，火箭炮5门，六零炮18门，掷弹筒2具，轻重机枪身12个，重机枪12挺，轻机枪54挺，步马枪466支，短枪24支，冲锋枪46支，枪榴弹4枚，刺刀109把，各种炮弹3,000发，各种子弹375,410发，地雷40个，手榴弹5,680枚，照明弹455发，电台4部，电话10部（内小总机1台），皮线20里，望远镜51架，马32匹。算上地主保安团队，共1,900余人。5月27日，平泉的第89师第267团2个营守军弃城撤逃承德，在上板城、下板城遭到冀察热辽军区独立6师截击大部被歼。驻鞍匠屯（新滦平，今滦平县城）的第89师第266团1个营也于5月27日撤逃承德。
至6月初，东北十一纵和冀察热辽军区部队配合下，破击平承铁路，攻克丰宁等城镇，切断了承德与北平交通联系。第四纵队与东野十一纵等部相配合，乘国军主力西调，再向东进攻出击北宁铁路滦县至昌黎段，6月23日之25日攻克石门街至昌黎城一线据点，歼保安团队、交警部队4,000余人，切断华北至东北的铁路咽喉要道。至此共毙伤国军7,041人，俘虏17,351人，共计24,392人，缴获各种火炮243门，各种炮弹12,924发，子弹214万发，汽车84辆及其他物资。晋察冀、冀察热辽两区参战部队伤8,067人，亡2,191人，失踪85人，共计10,343人，消耗各种炮弹19,830发，子弹85万发。
正当华北剿总机动部队在热西、冀东奔波应付之际，7月15日晋察冀野战军第二政委杨成武指挥晋察冀一纵、二纵（欠四旅）、六纵、七纵发起第二次保北战役内线作战，由于傅作义主力被调动至平承线，二纵打下涞水，六纵打下定兴，一纵打下涿县，七纵打下高碑店共4座县城，消灭暂编第31师等部10,000余人，破坏了涿县至长辛店间铁路，孤立了保定。华北剿总从平北、冀东地区抽调第九十四军、暂编第三军等部7个师南援。杨罗兵团为策应第二次保北战役以一部兵力于7月20日至22日攻占香河、武清2座县城，威胁平津唐，将南援之国军拉回到平津之间。
7月25日出击冀热察战役结束。

## 战后影响
此役历时两个多月，杨罗兵团与杨成武兵团合计消灭国军3.5万余人，使华北剿总机动部队无暇东顾出关。毛泽东致电华北军区：“只要有分散之敌可打,分兵打小规模及中规模的仗,较之集中兵力更为有利。”晋察冀部队采取适时分散与适时集中的作战方针，华北剿总国军被牵着鼻子调来调去、疲于奔命、顾此失彼，打破其“以主力对主力的战法”。
出击冀热察战役还一度彻底攻占北宁铁路、平承铁路重要车站、城镇，破拆铁路、切断了华北与东北两大区的陆上交通联系，迫使国军第十三军基本放弃了热河省各县城。2个月后辽沈战役最初期，东北十一纵并配属冀察热辽军区3个独立师，再度出击、控制了昌黎至绥中、兴城的数百公里铁路线，切断华北国军驰援锦州的陆上交通，华北剿总只能通过塘沽海运增援部队在葫芦岛登陆组成援锦兵团。